# Senseless
Senseless (bra: Sem Sentido) é um filme estadunidense de 1998, do gênero comédia romântica, dirigido por Penelope Spheeris e escrito por Greg Erb e Craig Mazin. O filme é estrelado por Marlon Wayans, David Spade e Matthew Lillard. O filme foi distribuído pela Dimension Films e Miramax Films.
Senseles foi financiado pela Dimension Films/Miramax, e foi a segunda ideia de cinema que os escritores de comédia Craig Mazin e Greg Erb haviam lançado com sucesso, sendo o primeiro deles a comédia da Buena Vista de 1997, RocketMan. As filmagens começaram em junho de 1997 em Los Angeles.
Senseless estreou em 20 de fevereiro de 1998 e, em sua semana de estreia, fez US$5,337,651 em #5 atrás de Titanic, The Wedding Singer, Sphere e Good Will Hunting.

## Sinopse
Darryl Witherspoon é um jovem que precisa cursar sua faculdade e ainda cuidar de sua família. Para conseguir dinheiro, ele aceita todo tipo de trabalho. Quando Darryl vê um anúncio convocando voluntários para uma experiência científica para testar uma droga que aumenta os cinco sentidos que ele usa para sua vantagem pessoal. O resultado faz com que seus sentidos fiquem superaguçados, o que causa as mais diversas confusões.[carece de fontes?]

## Elenco
- Marlon Wayans como Darryl Witherspoon
- David Spade como Scott Thorpe
- Matthew Lillard como Tim LaFlour
- Brad Dourif como Dr. Thomas Wheedon
- Tamara Taylor como Janice Tyson
- Rip Torn como Randall Tyson
- Esther Scott como Denise Witherspoon
- Richard McGonagle como Robert Bellwether
- Kenya Moore como Lorraine
- Vicellous Shannon como Carter
- Ernie Lively como Técnico Brandau
- Patrick Ewing como ele mesmo
- Greg Grunberg como Steve, o comentarista
- Debra Jo Rupp como atendente da clínica de fertilidade
- Mark Christopher Lawrence como dono da loja Wig
- Sherman Hemsley como Smythe-Bates Doorman

## Trilha sonora
A trilha sonora de Senseless foi lançada em 10 de fevereiro de 1998 pela Gee Street Records.
1. "Busy Child" - The Crystal Method
2. "Song for Lindy" - Fatboy Slim
3. "Absurd" - Fluke
4. "Together" - Moby
5. "Do You Want to Freak?" - The Freak Brothers
6. "The Unexplained" - Gravediggaz
7. "Graciosa" - Moby
8. "Reeferendrum" - Fluke
9. "Set Back" - Fluke
10. "Jungle Brother (True Blue)" - Jungle Brothers
11. "Spacefunk" - Headrillaz
12. "Perfect for You" - P.M. Dawn
13. "Atom Bomb" - Fluke
14. "Look Around My Window" - Ambersunshower
15. "Mucho Dinero" - Yankee B.
16. "Smash the State" - Naked Aggression
17. "Gotta Be...Movin' on Up" - Prince Be de P.M. Dawn apresentando Ky-Mani e John Forté[carece de fontes?]